# Вакансия
Вака́нсия (от лат. vacans — пустующий, свободный) — праздное, незанятое служебное место, незамещённая должность. Устаревшее написание вака́ция или вака́нция
О звании, месте, должности: незанятый, праздный, порожний, свободный, гулящий, незамещённый — Вака́нтный. Незамещенная свободная должность может открывается в связи с перемещением, отставкой или смертью занимавшего её лица, или же введением новых должностей, в соответствии с изменением в организационно-штатной структуры (ОШС) формирования, организации и так далее.

## История
Первоначально этим словом обозначалась исключительно вакантная епископская кафедра. Так как лица, от которых зависело замещение кафедры, часто с умыслом медлили, дабы пользоваться пока епископскими доходами, то церковь уже очень рано постановила, чтобы духовные должности, замещение которых составляет привилегию светских лиц, не оставались вакантными более шести месяцев, а зависящие от духовных лиц — более четырех месяцев; нарушивший это постановление лишался на этот раз своей привилегии и вакантная должность замещалась помимо него. Часто за своевременным замещением вакантных духовных должностей, когда оно зависит от частных лиц, наблюдает и государственная власть. В новейшее время вакансией называют всякую вакантную должность, как духовную, так и светскую. Порядок замещения вакантных должностей определяется уставами о службе и учреждениями соответствующих установлений.